# Uscana chilensis
Uscana chilensis är en stekelart som beskrevs av Pintureau och Gerding 1999. Uscana chilensis ingår i släktet Uscana och familjen hårstrimsteklar. Inga underarter finns listade i Catalogue of Life.